# Israels premiärminister
Israels premiärminister (hebreiska: ראש הממשלה) är landets regeringschef.
Premiärministern utses formellt av Israels president och måste erhålla stöd i Knesset, den lagstiftande församlingen, för att kunna kvarstå i ämbetet (parlamentarism) under varje mandatperiod som är längst fyra år i taget. Premiärministern är den främste innehavaren av den verkställande makten i Israel, därmed landets verklige politiske ledare och de facto högste befälhavare för Israels försvarsmakt. Vid flera tillfällen har premiärministern även samtidigt varit Israels försvarsminister.
Benjamin Netanyahu, ledare för partiet Likud, är Israels premiärminister sedan den 29 december 2022.

## Israels premiärministrar från 1948 till idag
Från 1996 till 2001 valdes premiärministern i ett särskilt val, inspirerat av USA:s presidentval, vid sidan om valet till Knesset.
| Nr | Namn                           | Tillträde | Frånträde     | Parti                              | Not   |
| -- | ------------------------------ | --------- | ------------- | ---------------------------------- | ----- |
| 1  | David Ben-Gurion, 1:a gången   | 1948      | 1954          | Mapai                              | [ 3 ] |
| 2  | Moshe Sharett                  | 1954      | 1955          | Mapai                              | [ 3 ] |
|    | David Ben-Gurion, 2:a gången   | 1955      | 1963          | Mapai                              | [ 3 ] |
| 3  | Levi Eshkol                    | 1963      | 1969          | Mapai*                             | [ 3 ] |
| 4  | Golda Meir                     | 1969      | 1974          | Arbetarpartiet                     | [ 3 ] |
| 5  | Yitzhak Rabin, 1:a gången      | 1974      | 1977          | Arbetarpartiet                     | [ 3 ] |
| 6  | Menachem Begin                 | 1977      | 1983          | Likud                              | [ 3 ] |
| 7  | Yitzhak Shamir, 1:a gången     | 1983      | 1984          | Likud                              | [ 3 ] |
| 8  | Shimon Peres, 1:a gången       | 1984      | 1986          | Arbetarpartiet                     | [ 3 ] |
|    | Yitzhak Shamir, 2:a gången     | 1986      | 1992          | Likud                              | [ 3 ] |
|    | Yitzhak Rabin, 2:a gången      | 1992      | 1995 (mördad) | Arbetarpartiet                     | [ 3 ] |
|    | Shimon Peres, 2:a gången       | 1995      | 1996          | Arbetarpartiet                     | [ 3 ] |
| 9  | Benjamin Netanyahu, 1:a gången | 1996      | 1999          | Likud                              | [ 3 ] |
| 10 | Ehud Barak                     | 1999      | 2001          | Arbetarpartiet                     | [ 3 ] |
| 11 | Ariel Sharon                   | 2001      | 2006          | Likud (2001–05) Kadima (från 2005) | [ 3 ] |
| 12 | Ehud Olmert                    | 2006      | 2009          | Kadima                             | [ 3 ] |
|    | Benjamin Netanyahu, 2:a gången | 2009      | 2021          | Likud                              | [ 3 ] |
| 13 | Naftali Bennett                | 2021      | 2022          | Jamina                             | [ 3 ] |
| 14 | Yair Lapid                     | 2022      | 2022          | Yesh Atid                          | [ 3 ] |
|    | Benjamin Netanyahu, 3:a gången | 2022      | inkumbent     | Likud                              |       |

(*) Mapai förenades 1968 med andra partier i Arbetaralliansen (nuvarande Arbetarpartiet).